# 卢氏县人民医院
卢氏县人民医院，当地人也称为卢氏县县医院，是中华人民共和国河南省三门峡市卢氏县境内的一所综合性二级乙等医院。

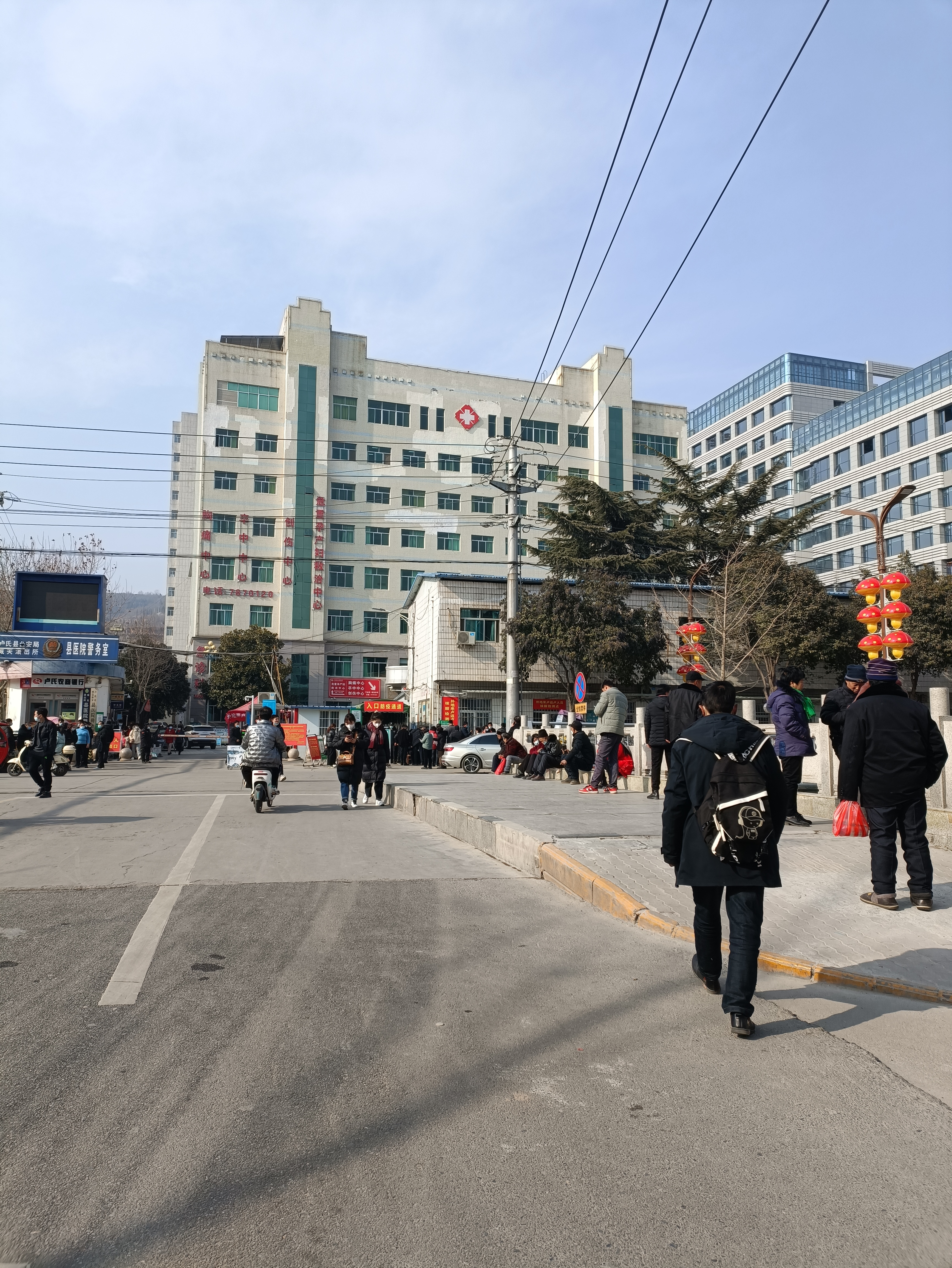
卢氏县人民医院（县医院）

## 历史
该医院始建于1951年，位于卢氏县城龙山路中段，占地1.8万平方米，总资产1.5亿元。卢氏县人民医院在2021年6月份之前被广泛视为是卢氏县最好的医院，但是卢氏县中医院与卢氏县第二人民医院合并成卢氏县中医院后，政府对卢氏县中医院的支持明显超过卢氏县人民医院。卢氏县人民医院在卢氏县脱贫工作和卢氏县乡村振兴工作中也扮演了重要角色。2020年初，卢氏县人民医院派出援鄂医疗队驰援武汉，支援湖北抗击疫情，4月7日，卢氏县人民政府对卢氏县人民医院予以嘉奖。